# آندری کولیک
آندری کولیک (به اوکراینی: Андрій Кулик) یک کشتی‌گیر فرنگی‌کار اهل کشور اوکراین است. از افتخارات وی می‌توان به کسب مدال برنز قهرمانی کشتی جهان ۲۰۲۲ اشاره کرد.

## فعالیت حرفه‌ای

### قهرمانی کشتی جهان ۲۰۲۲
کولیک در وزن ۷۲ کیلوگرم کشتی فرنگی قهرمانی کشتی جهان ۲۰۲۲ بلگراد شرکت کرد، او در مسابقه اول به علی ارسلان از صربستان باخت ولی با توجه به حضور این کشتی‌گیر در فینال، به دیدار شانس مجدد رفت. او در مرحله شانس مجدد روبرت فریتش از مجارستان و کریستوپاس اسلیوا از لیتوانی را شکست داد و به دیدار رده‌بندی رسید. وی در این دیدار ابراهیم غانم از فرانسه را شکست داد و مدال برنز را بدست آورد.